# Dieudonné Watio
Dieudonné Watio, né le 18 mars 1946 à Mbouda (Balatchi), est un prélat catholique camerounais, évêque de Nkongsamba, puis de Bafoussam.

## Biographie
Il est ordonné prêtre le 5 juillet 1975. Le pape Jean-Paul II le nomme évêque de Nkongsamba le 1er avril 1995. Le 5 mars 2011? il est nommé évêque de Bafoussam par Benoît XVI. En 2021, le Pape François accepte sa démission le lendemain de ses 75 ans.
Il est titulaire d'un doctorat de 3e cycle grâce à une thèse intitulée Le Culte des ancêtres chez les Ngyemba, Ouest-Cameroun, et ses incidences pastorales, soutenue à Paris-4 en 1986.